# Lagoa dos Patos
Lagoa dos Patos (port. Lagoa dos Patos, czyli „laguna kaczek”) – jezioro lagunowe (o charakterze przepływowym) położone w południowo-wschodniej Brazylii, w stanie Rio Grande do Sul. Od Oceanu Atlantyckiego oddziela je mierzeja o średnio 8-kilometrowej szerokości. Lagoa dos Patos jest drugą co do wielkości laguną na świecie. Jezioro połączone jest z laguną Lagoa Mirim (tego samego typu) kanałem São Gonçalo. Lagoa dos Patos jest drugim pod względem powierzchni jeziorem Ameryki Południowej i największym jeziorem Brazylii.